# PRIDE 3
PRIDE 3 fue un evento de artes marciales mixtas producido por PRIDE Fighting Championships, celebrado el 24 de junio de 1998 en el Nippon Budokan de Tokio.
El evento contó con solo seis peleas, dos menos que sus precedesores.

## Historia
PRIDE 3 marcó el retorno de Nobuhiko Takada y la primera victoria mayor de Kazushi Sakuraba, que con el tiempo se convertiría en la "cara de PRIDE".